# Scutellathous yamashitai
Scutellathous yamashitai là một loài bọ cánh cứng trong họ Elateridae. Loài này được Arimoto miêu tả khoa học năm 1992.